# بول بارون
بول بارون (بالفرنسية: Paul Baron)‏ (23 مايو 1895 سان مور ديه فوسيه فرنسا - 5 نوفمبر 1973) هو لاعب كرة قدم فرنسي سابق كان يلعب كلاعب وسط.

## وصلات خارجية
- بول بارون على موقع قاعدة بيانات كرة القدم.إي يو (الإنجليزية)
- بول بارون على موقع ناشيونال فوتبول تيمز (الإنجليزية)
- بول بارون على موقع عالم كرة القدم.نت (الإنجليزية)